# Daltonia himalayensis
Daltonia himalayensis là một loài rêu trong họ Daltoniaceae. Loài này được Dixon & Herzog mô tả khoa học đầu tiên năm 1939.